# SMURF1
La proteína E3 de ubiquitina tipo 1 (SMURF1, a menudo llamada simplemente ligasa de ubiquitina) es una enzima que en los humanos es codificada por el gen SMURF1. La nomenclatura SMURF1 proviene del inglés: Smad ubiquitination regulatory factor (factor de ubiquitinación regulatoria de las proteínas Smad). Es parte de la familia de enzimas «C2-WW-Hect» que controlan el ensamblaje de las adhesiones requeridas para la migración celular.

## Función
Smurf1 es una ligasa de ubiquitina específica para Smad reguladas por receptores, proteínas presentes en la vía de señalización celular de la proteína morfogénica ósea (BMP). Su acción es inhibitoria sobre las varias enzimas de la familia Smad. Una proteína similar presente en el género de ranas Xenopus está asociada con la formación del patrón corporal embrionario. En casos de empalme o splicing alternativo se logran múltiples variantes transcripcionales que codifican isoformas diferentes de la proteína. Las características de estas variantes genéticas es aún desconocida, con la excepción de una de ellas que ha sido identificada, pero cuya longitud de secuencia no ha sido aún elucidada.
En ratones, la sobreexpresión de SMURF1 conlleva una deficiencia en la formación y desarrollo óseo postnatal. Se sabe que SMURF1 tiene la capacidad de reconocer al factor de transcripción óseo Runx2 y actúa como mediador en su degradación. También actúa sobre receptores de TGF-beta por medio de SMAD7 promoviendo la inactivación del receptor.

## Interacciones
La proteína SMURF1 ha demostrado ser capaz de interaccionar con:
- ARHGEF9,[8]
- PLEKHO1,  y[9]
- SMURF2.[10]
- SMAD1.[4]
- SMAD5.[4]